# Deutsches Auswandererhaus

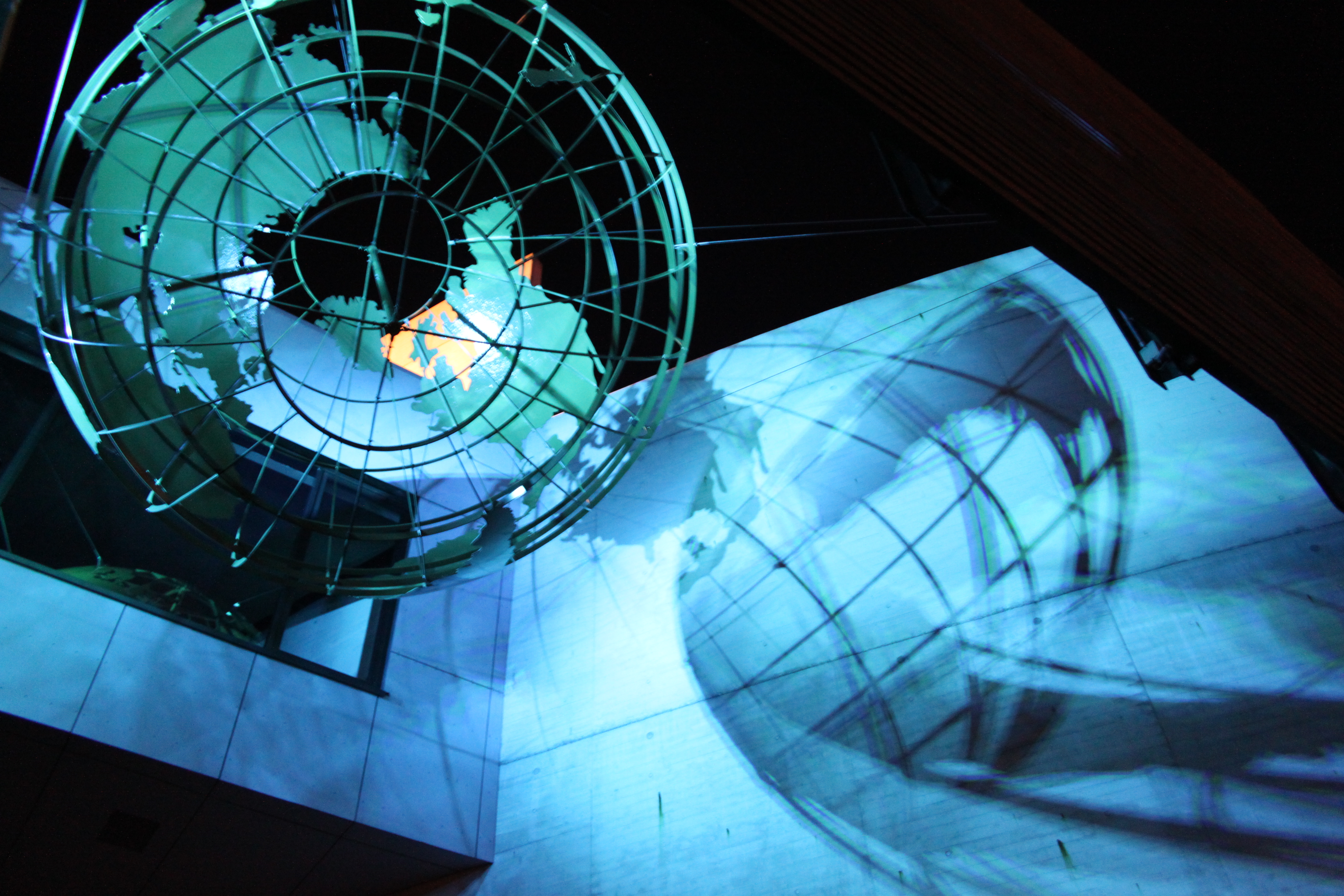
Belyst jordglob på fasaden till Deutsches Auswandererhaus nattetid.

Deutsches Auswandererhaus är ett emigrantmuseum i Bremerhaven i Tyskland.
Huvudtemat för Deutsches Auswandererhaus är den tyska utvandringen till USA under olika epoker. Museet ligger vid Neuer Hafen mittemot Zoo am Meer och har en yta på 4.200 kvadratmeter. Byggnaden ritades av arkitekt Andreas Heller på Architekturbüro Studio i Hamburg.
Museet fick 2007 priset European Museum of the Year Award.

## Fotogalleri

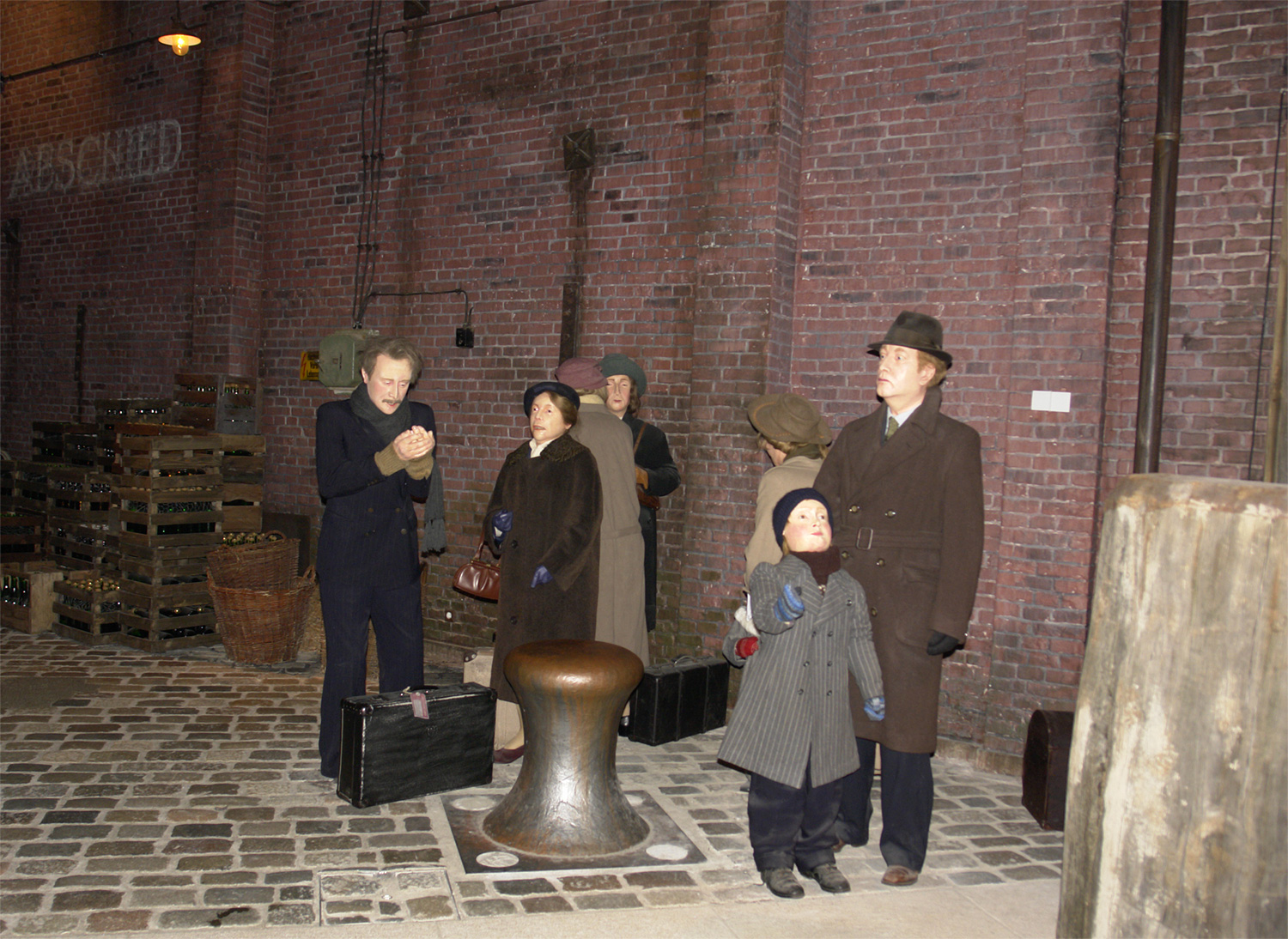
På kajen
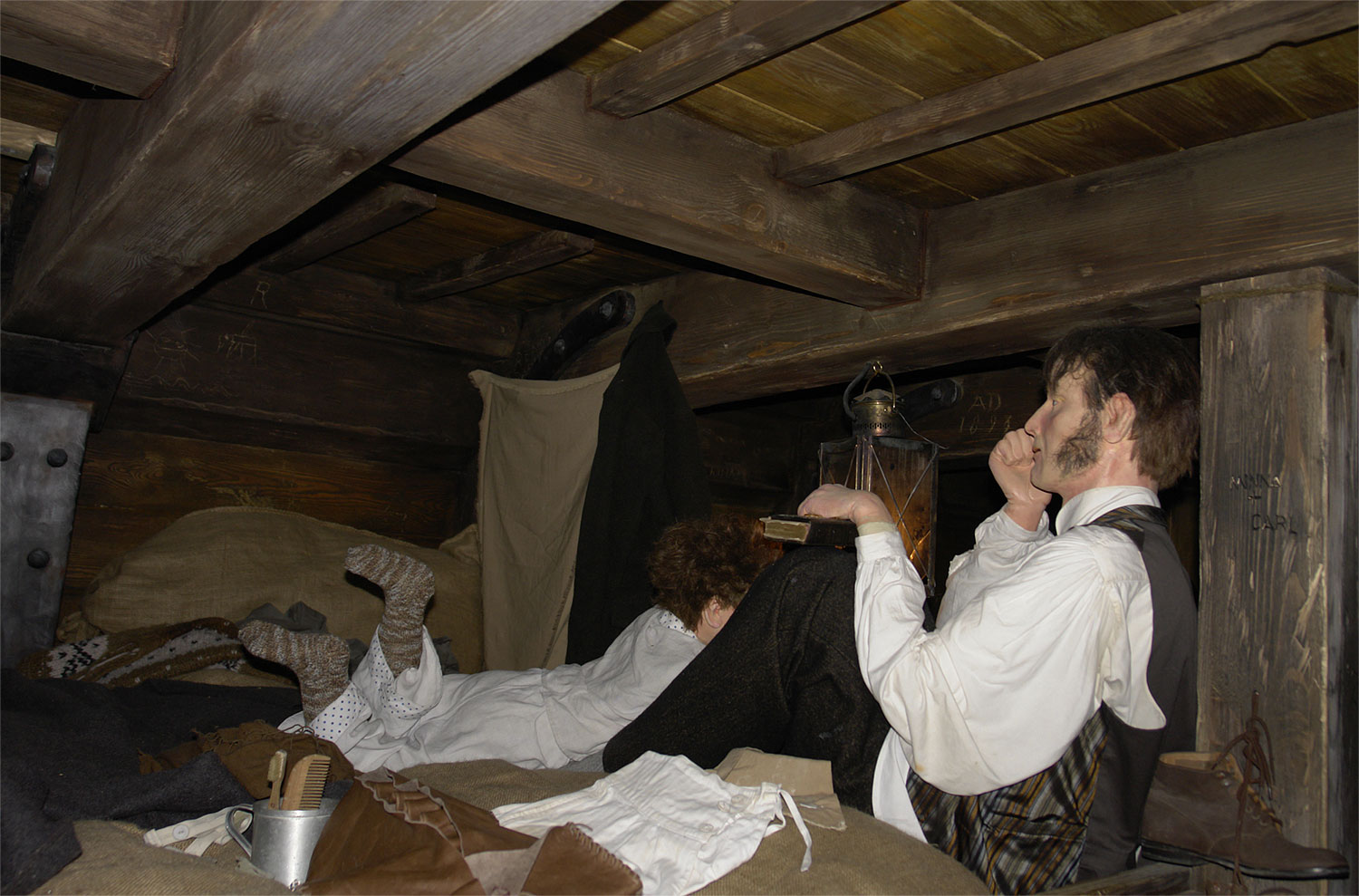
Hytt i 3:e klass 1854
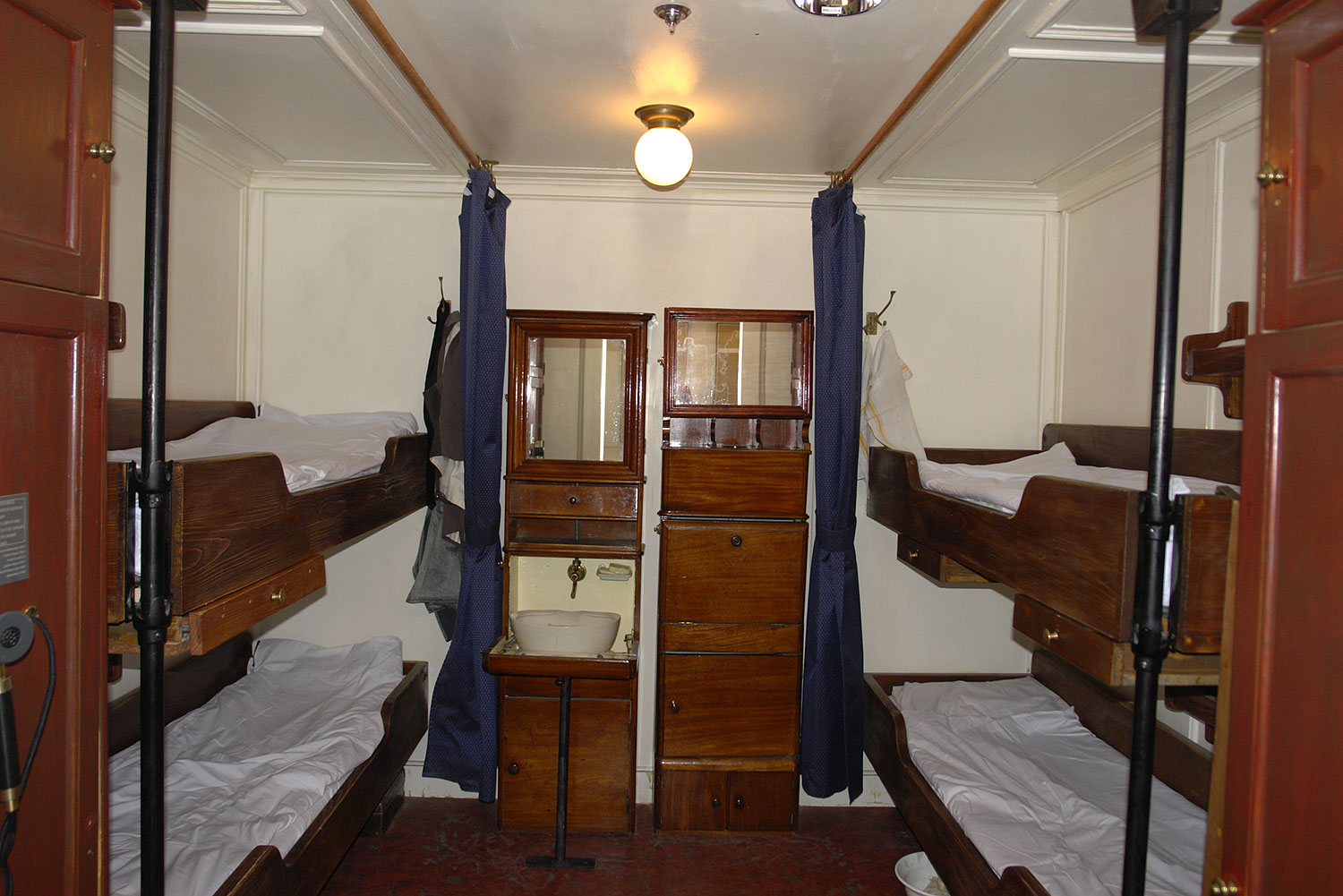
Hytt i 3:e klass 1929